# Compre Bem
Compre Bem foi uma rede de supermercados brasileira administrada pelo GPA, voltada a um modelo de proximidade com o consumidor com foco na oferta de produtos nas áreas de açougue, hortifrúti e padaria. A marca, em seu atual estado, foi lançada em outubro de 2018, no lugar de antigos pontos do Extra Supermercado, do mesmo grupo.
A marca "Compre Bem" teve origem no Nordeste e foi adquirida em 1975 pelo GPA, que posteriormente a converteu no já existe supermercado Pão de Açúcar. Em 1998, o GPA adquiriu a rede de supermercados Barateiro, com lojas instaladas próximas aos bairros de classes de menor poder aquisitivo. A empresa posteriormente converteu a rede em CompreBem Barateiro, e, depois, apenas em CompreBem.
A empresa decidiu desativar a bandeira CompreBem, que junto a rede Sendas (adquirida em 2004), deram lugar ao Extra Supermercado em 2011. A marca teve seu primeiro retorno após este encerramento em 2016, quando foi lançado o programa Aliado CompreBem, que se tornou Aliado Minimercado após a inauguração do atual Compre Bem.
Em 2023, a bandeira novamente foi extinta, com todas as suas lojas sendo convertidas em Extra Mercado.

## História
Esta rede teve suas origens na rede de supermercados Comprebem (com um "B" minusculo) no Nordeste fundada em 1975, renomeado como Pão de Açúcar Comprebem, e absorvido eventualmente em Pão de Açúcar.

### 1998-2011: Compra do Barateiro, expansão e encerramento
Em maio de 1998, o grupo adquiriu o Barateiro Supermercados, que iria se transformar em CompreBem alguns anos mais tarde. Inicialmente, o CompreBem Barateiro foi lançado no anúncio e nos produtos com o nome do supermercado. Então, após a aquisição maioritária da Sé Supermercados pelo empresário Valentim dos Santos Diniz, algumas lojas de Sé renomeadas como CompreBem (sem o nome "Barateiro") como o CompreBem Praça Panamericana, com o restante renomeado como Pão de Açúcar. Em 2003, o nome Barateiro foi definitivamente retirado e todas as lojas Barateiro renomeadas como CompreBem.
Atualmente, a rede conta com algumas centenas de lojas na Grande São Paulo, em Pernambuco, na Paraíba e no interior do Rio de Janeiro (com o nome de ABC CompreBem) que levam essa marca.
Em 2009, algumas lojas CompreBem passaram para a bandeira Extra Fácil, ano em que também algumas CompreBem passaram à bandeira Extra, novo conceito do Grupo Pão de Açúcar.
Em 2010, o Grupo Pão de Açúcar anunciou que as marcas CompreBem, ABC CompreBem e Sendas seriam extintas até 2011 dando lugar à marca Extra. Elas terão as bandeiras Extra Hiper e Extra Supermercado, dependendo do tamanho das lojas; ou elas podem ter a marca Pão de Açúcar, dependendo de sua localização.

### 2016-2023: "Aliado CompreBem", retomada da bandeira e nova extinção
Em 2016, o GPA decidiu resgatar a marca CompreBem no programa de relacionamento chamado "Aliado CompreBem", inspirado num modelo implantado originalmente pelo Grupo Éxito, subsidiária do Grupo Casino (controladora do GPA) na Colômbia. Nele, pequenos supermercados independentes fazem compras para abastecer suas lojas com os mesmos estoques disponíveis nas bandeiras do GPA por preços reduzidos. Em troca, a companhia oferece pintura da faixada com a marca "Aliado CompreBem", desde que o aliado mantenha compras regulares com a empresa.
Em junho de 2018, o GPA anunciou que decidiu voltar com a bandeira Compre Bem em suas próprias lojas, devido ao avanço das redes regionais de supermercados na preferência do consumidor. A companhia pretende converter 20 lojas do Extra Supermercado em Compre Bem ainda em 2018, e prevê potencial de converter metade das 187 lojas de supermercados do Extra na marca. Com a mudança, os negócios do Compre Bem passarão a ser administrados por uma nova empresa, a ser comandada por Belmiro Gomes, presidente do Assaí Atacadista (uma subsidiária do GPA voltada aos atacarejos).
Com a retomada da bandeira pelo GPA, 40 mercadinhos que optaram pela faixada com a marca do programa Aliado CompreBem terão que substituí-las por uma nova marca, que será anunciada pela empresa futuramente. De acordo com o site da empresa, o programa passou a ser denominado Aliado Minimercado.
A primeira unidade dessa nova fase foi inaugurada convertendo uma loja do Extra Hiper na cidade de Taubaté, no interior de São Paulo, no dia 16 de outubro de 2018.
Em 2023, as lojas do Compre Bem voltaram a se chamar Extra Mercado, encerrando a bandeira após 5 anos.